# Грушове
Грушове (в минулому — Вінницьке) — селище в Україні, в Хрустальненській міській громаді Ровеньківського району Луганської області.